# Xavier Borràs Calvo
Xavier Borràs Calvo   (Barcelona, 25 de desembre de 1956 - la Vall d'en Bas, 25 d'abril de 2025) fou un escriptor, traductor i periodista català independentista.

## Biografia
Llicenciat en periodisme, professor de dicció, autor de diversos llibres, va ser director de la revista El Llamp, de L'independent de Gràcia i de la revista Userda. Com a periodista també va treballar a Tele/eXpres, a Canigó, Diario de Barcelona (com a cap del Dominical), a Catalunya Ràdio, a La Marxa de Catalunya i El Triangle.
Va ser cofundador de Socors Català i del Moviment Ecologista Català i va militar a Nacionalistes d'Esquerra i a Els Verds-Alternativa Verda. També, va ser cofundador i responsable de l'àrea de comunicació de la Comissió de la Dignitat i coautor del llibre Volem els papers.
Va mantenir el blog Bandera Negra, premiat el 2004 com a millor blog en català i considerat un dels 200 de la Catosfera, i va ser coordinador del lloc web Opinió Nacional del Grup Nació Digital, on col·laborava habitualment. Des del 14 d'abril del 2008 va dirigir la nova publicació periòdica digital ecologista Ecodiari.
Fins al gener del 2010 va treballar, també, com a editor en cap d'Assaig de teatre, la revista de l'Associació d'Investigació i Experimentació Teatral (AIET), fundada i dirigida per Ricard Salvat. Va ser soci de Reagrupament i cofundador i membre actiu de la Cooperativa Integral Catalana. El 30 d'abril del 2011 va ser escollit, per unanimitat dels 1.300 assistents a la Conferència Nacional per l'Estat Propi, membre del Consell Permanent de l'Assemblea Nacional Catalana.
Va treballar per a Nació Digital i estava implicat, també, en l'edició dels digitals La Resistència i Lo Comunal.

## Obra publicada
- 1976: Publicació de poemes a Gespa Price
- 1979: Publicació de poemes a Tres Tombs
- 1984: Tríptic de Safo (poesia/música/gravats; edició de bibliòfil, El Llamp)
- 1985: Manduca atòmica, l'última teca (novel·la curta, Editorial Laia)
- 1986: Transfutur (novel·la curta, El Llamp, Barcelona)
- 1986: Octubre pinta negre (novel·la curta, Tres i Quatre, València)
- 1987: Joan Oliver tal com raja (assaig, El Llamp)
- 1989: Mare màquina (novel·la curta, Laia)
- 1990: Desert (novel·la, Editorial Columna)
- 1997: Les set fogueres de Sant Joan (narrativa juvenil, La Galera)
- 2000: Suite gandesana (poesia, edició de l'autor)
- 2005: Les reixes de Cundi (conte infantil, Edebé)